# Pager Kidul
Pager Kidul is een bestuurslaag in het regentschap Pacitan van de provincie Oost-Java, Indonesië. Pager Kidul telt 2662 inwoners (volkstelling 2010).